# Джунейд-бей Измироглу
Джунейд-бей, Джунейд Измироглу (тур. Cüneyd İzmiroğlu, греч. Ιζμίρογλου Τζιουνεΐτ Μπέης; ум. 1425) — последний правитель эмирата (княжества, бейлика) Айдыногуллары (Айдын).
Принадлежность Джунейда к семье Айдынидов сомнительна. В период османского междуцарствия Джунейд убил двух членов династии и захватил власть в бейлике. Он активно использовал возможности во время гражданской войны в Османской империи между сыновьями Баязида I (Сулеймана Челеби, Мусы Челеби и Мехмеда Челеби), лавируя между претендентами. Джунейд неоднократно переходил от одного соперника к другому, предавая своих союзников. В 1413 году период междуцарствия завершился победой Мехмеда I. За время его правления Джунейд неоднократно восставал против султана, пытаясь отстоять независимость своего бейлика. После одного из восстаний, вспыхнувшего в 1414/15 году, Мехмед выслал Джунейда из Анатолии в Никопол.
Джунейд поддержал претендента на османский трон, Дюзме Мустафу, в двух мятежах. Первый из них, произошедший в 1416 году, завершился пленением и Джунейда, и Мустафы византийцами, которым Мехмед платил за удержание мятежников под стражей. В 1421 году Мехмед умер, а его сын Мурад II отказался выполнять обязательства своего отца перед Константинополем. В результате Мустафа и Джунейд были освобождены византийцами и подняли второй мятеж. Мустафе удалось склонить на свою сторону османских удж-беев в Румелии и разбить армию, направленную против них Мурадом. Попавшего в плен командующего, визиря Баязида-пашу, Джунейд казнил. Когда Мустафа и Джунейд отправились воевать с Мурадом в Анатолии, Джунейд предал Мустафу, который бежал в Румелию, был схвачен и казнён.
Джунейд правил бейликом с перерывами до 1424 года, когда Мурад послал против него армию под командованием Хамзы-бея, бейлербея Анатолии. Джунейд искал убежища в крепости Ипсили, но в начале 1425 года генуэзские корабли осадили крепость с моря, и он был вынужден сдаться. Несмотря на обещанное прощение, Джунейд был казнён вместе со всей семьёй, территории бейлика окончательно вошли в состав империи как санджак Айдын, а Хамза-бей получил прозвище «Завоеватель Измира» (тур. İzmir fatihi).

## Предыстория

Карта западной Анатолии в 1410 году

Бейлик Айдын был небольшим туркменским эмиратом (бейликом) в западной Анатолии, появившимся после распада сельджукского султаната. Очень мало известно о его основателе Айдыноглу Мехмед-бее (1308—1334), который сначала служил у Гермиянидов. Мехмед-бей основал бейлик, включивший бывшие византийские земли вдоль реки Мендерес до Эгейского побережья. Его двумя главными портами были Аясолук (недалеко от руин древнего Эфеса) и Смирна, а столицей был город Бирги. Наибольшего расцвета и могущества бейлик достиг в период правления Умура (1334—1348), сына Мехмеда. Умур участвовал в византийской гражданской войне 1341—1347 годов и проводил успешные пиратские рейды на христианские территории, расположенные на побережье и островах Эгейского моря. Его активная деятельность привела к двум крестовым походам и потере бейликом нижнего города и порта Смирны. Пытаясь вернуть порт в 1348 году, Умур погиб. В 1390 году во время правления его преемников бейлик был аннексирован османским султаном Баязидом I.

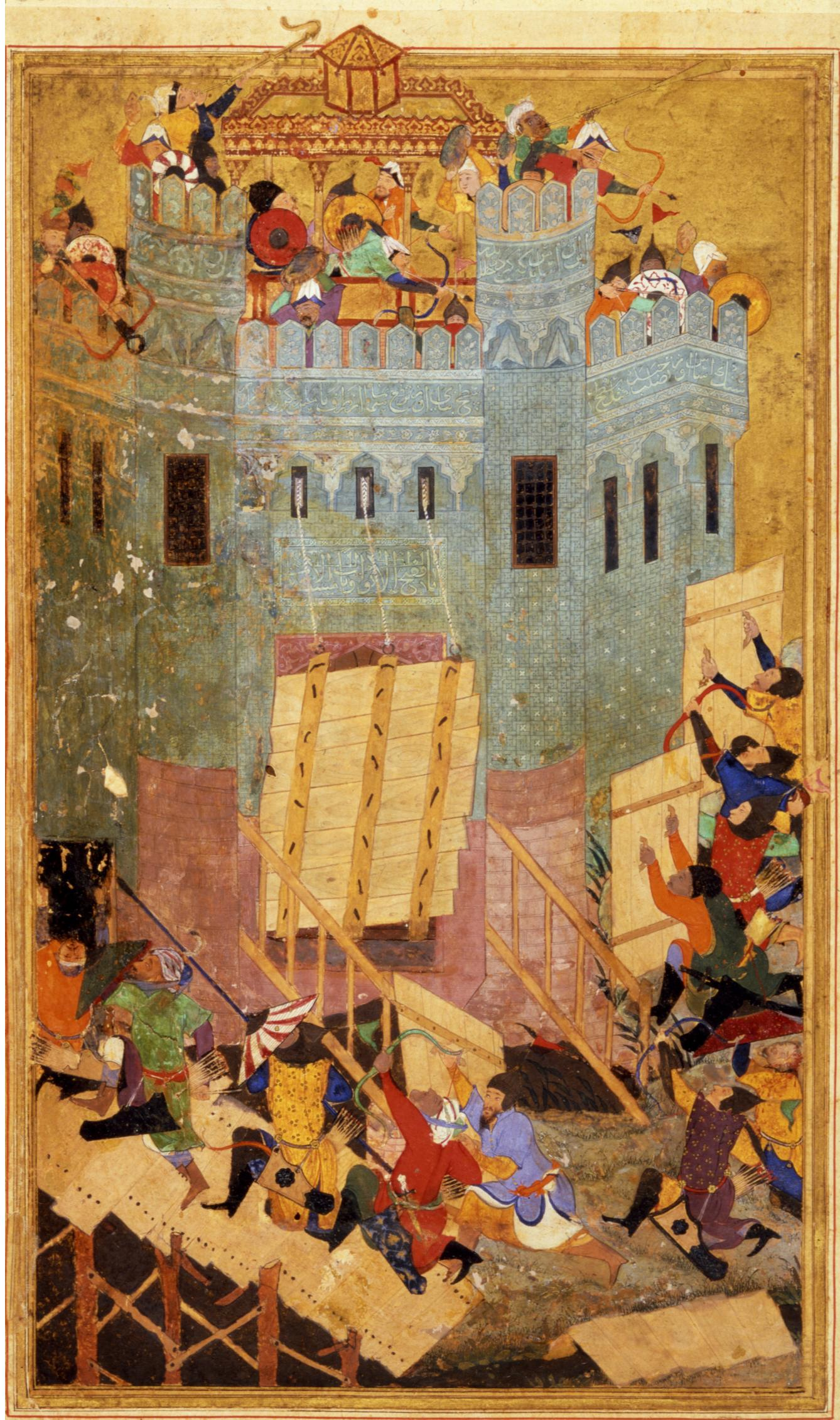
Осада Смирны Тамерланом.
Зафар-наме Шарафаддина Язди,
иллюстрации Бехзада

В августе 1402 года Баязид I был побеждён в битве при Анкаре и захвачен в плен Тамерланом, который провёл последующую зиму 1402/03 годов в бывших землях Айдынидов. Тамерлан осадил нижний город Смирны, оборонявшийся госпитальерами, захватил его и разрушил. В Аясолуке была расположена ставка Тамерлана во время его пребывания в этом регионе. В марте 1403 года Тамерлан ушёл из Анатолии, намереваясь отправиться в Китай. Он передал контроль над областями Айдынидов Умуру II и его брату Исе (Мусе), сыновьям последнего доосманского правителя бейлика Исы-бея Айдыноглу.
С захватом и смертью Баязида начался период, известный как османское междуцарствие. Сыновья Баязида развязали междоусобную войну, которая длилась с 1402 года по 1413 год. Соседи османов, в том числе христианские государства региона (Византия, Валахия, и Сербия), были вынуждены принимать участие в конфликте, чтобы защитить свои границы. Малоазийские бейлики, восстановленные Тамерланом, как правило, признавали своим повелителем того из османских принцев, кто контролировал Бурсу — первую столицу Османской империи, по-прежнему формально являвшуюся «обителью султаната».

## Биография

### Происхождение
Главным источником информации о жизни Джунейда является летопись его современника — византийского историка Дуки, который провёл значительную часть своей жизни в непосредственной близости к Айдыну — в Фокее и Митилене. Дука считал Джунейда авантюристом, не имевшим никаких родственных связей с Айдынидами. Историк называл его «Джунейд, сын Кара-субаши» (субаши — военный комендант) и не упоминал о родстве с Айдынидами. Отец Джунейда по словам Дуки был «храбрым человеком, прославленным в войнах», он много лет был османским губернатором Смирны во время османской оккупации бейлика в 1390—1402 годах и завоевал уважение и верность жителей региона.
В генуэзских документах, впервые опубликованных в 1999 году, отец Джунейда тоже зовётся не беем или князем, а субаши. В официальном письме, датированном 1394 годом, упоминается subassi Smirarum (субаши Смирны), оно касается освобождения двух сыновей субаши, которые были взяты в плен латинским губернатором города. Историк Кастритсис выдвинул предположение, что Джунейд был одним из этих сыновей. Тогда это письмо — хронологически первый документ, упоминающий Джунейда.
В турецких и османских источниках отца Джунейда называют «Ибрагим» или «Ибрагим Фатих» («Ибрахим Завоеватель»), его имя известно из надписи на монетах Джунейда (Джунейд б. Ибрагим). Часть историков (Х. Акын, И. Узунчаршилы, И. Меликофф, И. Данишменд, Д. Ульчер) придерживалась точки зрения, что отцом Джунейда был Ибрагим Бахадур, сын основателя бейлика, Мехмеда-бея, получивший от него в правление Бодемию. Автором этой версии был Х. Акын. Однако, согласно османисту Э. Захариаду, такая идентификация вызывает сомнения. По её словам, ни один источник не зафиксировал связь между Ибрагимом Фатихом и Бодемией, тогда как со Смирной его имя связывает ряд вакуфных документов.
Основываясь на возможном упоминании Джунейда у Мазариса, Захариаду выдвинула предположение, что Ибрагим был византийским ренегатом. Связь Джунейда с семьёй Айдынидов, таким образом, неясна, хотя не исключён вариант, что он был членом младшей ветви династии.

### Союз с Исой и Сулейманом против Мехмеда (1403—1405)
Первые упоминания имени Джунейда в источниках появляются с началом периода междуцарствия. После ухода Тамерлана начался период активного противостояния сыновей Баязида друг с другом. Сулейман Челеби контролировал османские провинции на Балканах (в Румелии), а в Анатолии османские территории были разделены между двумя братьями Сулеймана: Исой Челеби и Мехмедом Челеби. Первоначально Иса Челеби имел преимущество, поскольку контролировал исходное ядро Османской империи, Вифинию (включая Бурсу), в то время как Мехмед правил периферийными землями. Весной 1403 года Мехмед победил своего брата в битве при Лопадиуме (Улуабате) и захватил Бурсу, заставив Ису искать убежища в Константинополе. После неудачной попытки вернуть Бурсу, в мае 1403 года Иса соединился с Исфендияром-беем Джандаридом, но был опять разбит у Гереде.
После этого поражения Иса отправился в Смирну, где заключил союз с Джунейдом. С помощью Джунейда к альянсу были привлечены Орхан Саруханоглу, Ильяс Ментешеоглу, бей Теке и Якуб Гермияноглу. Неизвестно, был ли Джунейд уже к этому времени вассалом Сулеймана Челеби. Если был, то, возможно, именно по заданию Сулеймана Джунейд поддерживал Ису Челеби против Мехмеда. Союзники собрали большое войско, численно превосходящее силы Мехмеда, но Мехмед союз с беями Карамана и Дулькадира и смог победить Ису в битве под Смирной. Иса Челеби пытался бежать, но был узнан, пойман и задушен в Эскишехире, а Джунейду пришлось подчиниться победителю и просить прощения.
Обеспокоенный растущей силой Мехмеда, Сулейман вторгся в Анатолию в конце 1403 или начале 1404 года и занял Бурсу. Не имея возможности победить превосходящие силы своего брата, Мехмед отошёл на восток, и противостояние между двумя братьями перешло в пассивную фазу, которая продолжалась до 1410 года.

### Захват бейлика (1405—1406)
Джунейд использовал нестабильность в регионе после ухода Тамерлана, чтобы получить контроль над Смирной, которой при Баязиде управлял его отец. Точных данных, как это произошло, нет. Согласно Дуке, Джунейд уже в 1403 году отправился с армией из Смирны, чтобы изгнать Айдынидов из Аясолука, тогда как современные историки относят это событие к более позднему времени — к 1405 году.
Вероятно, весной 1405 года Джунейд собрал отряд из «более пятисот солдат», в основном из Смирны, с которыми захватил Аясолук и изгнал из бейлика братьев Айдынидов, Мусу (Ису) и Умура. По словам Дуки, Джунейд утверждал, что действует от имени Сулеймана Челеби. Муса был убит Джунейдом около Палеополиса, но Умур смог спастись. По другой версии Муса(Иса)-бей умер ещё в 1403 году, и власть перешла к его брату Умуру II, и лишь потом против Умура выступили Джунейд и его брат Кара Хасан. Дядя Умура, Ильяс-бей Ментеше, выступил с войском к Аясолуку для поддержки племянника. Дука оценивал силы Ильяса Ментеше в 6000 человек против 3000 солдат Джунейда и Кара-субаши (Кара Хасана). Аясолук, где правил Кара Хасан, сдался после двухдневного обстрела зажигательными снарядами, хотя брат Джунейда держался в цитадели до осени. Однако и он тоже был вынужден сдаться Ильясу-бею, который заключил Кара Хасана и его семью в тюрьму Мармариса. Джунейд, правивший в Смирне, решил освободить брата. Он взял лёгкую галеру и отплыл в Мармарис, где тайно уведомил о своём приходе заключённых. Кара Хасан организовали для охранников пир, и после того, как охранники опьянели и заснули, заключённые спустились вниз со стены замка к Джунейду, который отвёз их в Смирну.

Аясолук остался Умуру, на этот раз Айдыниды смогли вернуть себе часть бейлика. По-видимому, они пользовались поддержкой Мехмеда Челеби, потому что в донесении из венецианской колонии на Крите сообщалось, что летом 1405 года Мехмед объединился с правителями Айдына и Ментеше, а Джунейд присоединился к Сулейману.

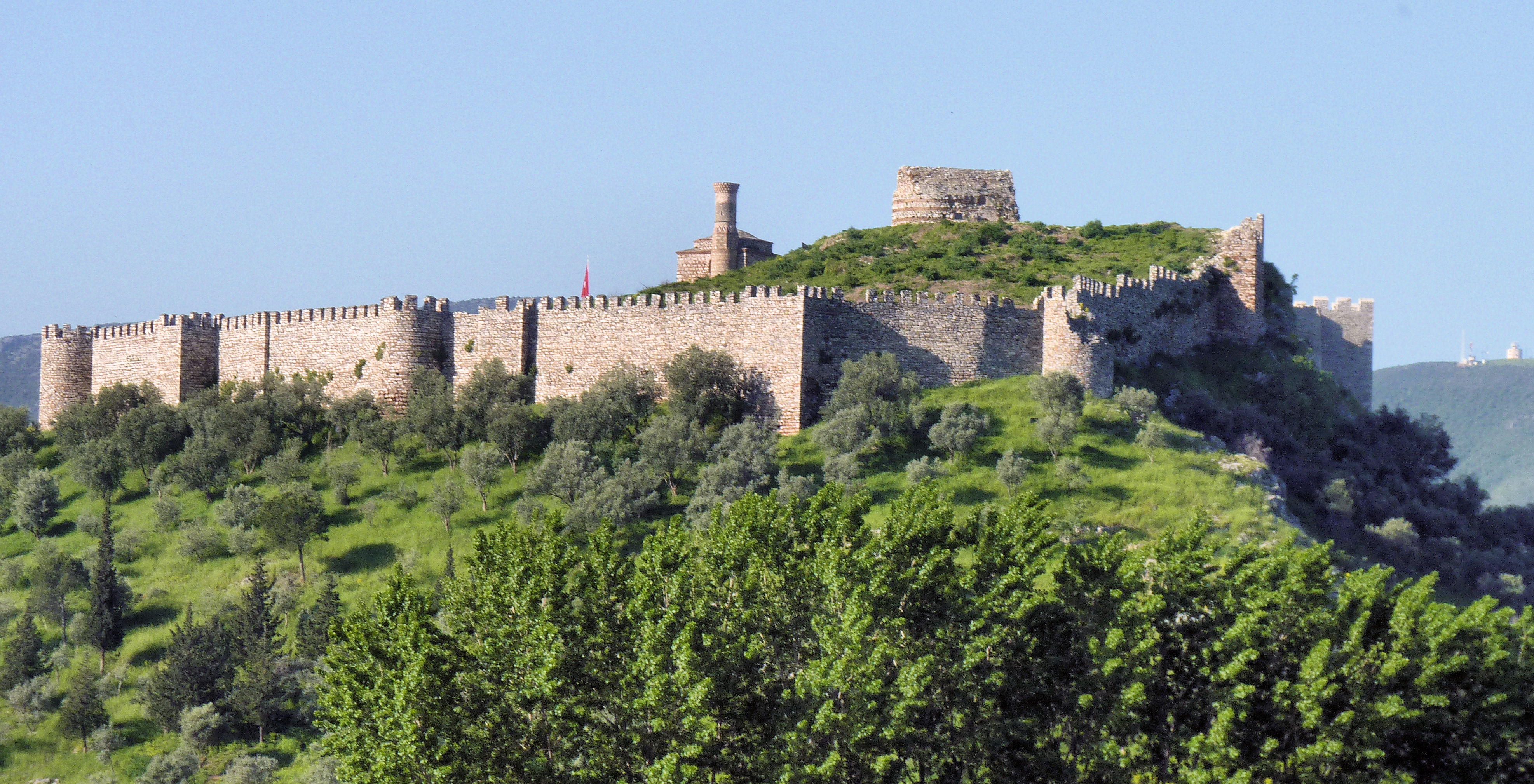
Цитадель Аясолука

Джунейд не смирился и в начале зимы осадил Умура в цитадели Аясолука, а город, лежащий вне стен цитадели, отдал солдатам на разграбление. После некоторого времени соперники пришли к соглашению, которое скрепили браком. Дочь одного из противников вышла замуж за другого. Согласно Дуке, Джунейд дал Умуру свою дочь в жёны. Однако историки указывают, что, наоборот, Джунейд женился на одной из дочерей Умура. По словам Дуки, Джунейд признал Умура правителем бейлика и отказался от клятвы верности Сулейману. Вместе оба мужчины совершили поездку по землям бейлика до Алашехира, Салихлы и Нимфея. Усыпив бдительность Умура обманным дружелюбием, Джунейд «поставил в этих местах своих самых верных последователей и доверил всю провинцию своим родственникам и друзьям». А затем (зимой 1405 или весной 1406 года), взяв таким образом под контроль все территории Айдынидов, Джунейд отравил Умура и стал править в одиночку. Очевидно, что Джунейд мог рассчитывать на обширную местную поддержку, опираясь на связи, возникшие во времена губернаторства его отца в регионе.

### Между Сулейманом и Мехмедом (1406—1413)
Согласно донесениям из Республики Рагуза от июня 1407 года, Сулейман Челеби победил Мехмеда Челеби в битве, и последний сбежал и укрылся в Айдыне, в горах вблизи Смирны (то есть у Джунейда). Эти факты свидетельствуют, что, по-видимому, к середине 1407 года Джунейд перешёл на сторону Мехмеда Челеби. Кроме того, венецианские агенты в сентябре того же года доносили, что Сулейман готовил свой флот в Галлиполи против «Аясолука, Палатии и Смирны». Поскольку Аясолук и Смирна принадлежали города Джунейду, а Палатия был одним из городов Ментеше, то, вероятно, Джунейд помирился с Ильясом-беем Ментеше и действовал сообща с ним в поддержку Мехмеда. Помимо союза с беем Ментеше, Джунейд вовлёк в союз против Сулеймана беев Карамана и Гермияна. Он сам ездил в столицы этих эмиратов, Конью и Кютахью, для переговоров с беями о совместных действиях. По словам Дуки, поддавшись на уговоры Джунейда, Мехмет-бей Караманид выставил 3000, а Якуб Гермиянид — 10 000 солдат. Они присоединились к отряду Джунейда из 5000 человек в Аясолуке.
Тем временем Сулейман, возглавлявший армию из 25 000 человек, добрался до Смирны через Бурсу и Пергамон. Узнав о прибытии других беев с подкреплением в армию Джунейда, Сулейман произвёл передислокацию войск и построил в окрестности Аясолука укреплённый лагерь. Обе стороны не решались напасть друг на друга, но шпионы Джунейда сообщили ему, что другие правители планируют предать его, схватить и выдать Сулейману, чтобы договориться о благоприятных условиях. Джунейд немедленно поручил своему брату Кара Хасану, который удерживал цитадель Аясолука, быть настороже, и отправился к Сулейману. Дука сообщал, что Джунейд надел петлю на шею и пришёл к османскому правителю как раскаявшийся грешник. Сулейман был этим тронут и помиловал его, но, когда Джунейд предложил возглавить армию против беев Карамана и Гермияна, Сулейман отказался, не вполне доверяя перебежчику. После рассвета началось наступление в направлении Аясолука. Два бея, увидев, что Джунейд скрылся посреди ночи, собрали свои силы и быстро ушли на восток.
В 1409 году Муса Челеби по заданию Мехмеда пересёк Дунай и появился на территории Сулеймана. Он быстро собрал достаточно последователей и нашёл убежище в Валахии. Сулейман был вынужден вернуться в Румелию, чтобы защищать свои владения. По словам Дуки, Сулейман не захотел оставить Джунейда в Анатолии. Он взял его с собой в Румелию и назначил санджакбеем Охрида. В Айдыне же Сулейман посадил править своего человека. Вероятно, власть Сулеймана над анатолийскими бейликами в то время ослабевала, и Сулейман пытался обеспечил лояльность Джунейда, держа его под надзором.
Подозрения Сулеймана не были лишены оснований. Вероятно, предвидя падение Сулеймана (17 февраля 1411 года Муса неожиданно атаковал Эдирне и убил Сулеймана), Джунейд в очередной раз переметнулся, сменив покровителя. Воспользовавшись ситуацией, Джунейд покинул Румелию и возвратился в Смирну, откуда вернул большую часть своих прежних владений и обезглавил губернатора, назначенного Сулейманом. Уже в июле 1410 года венецианский сенат рассматривал Айдын и Ментеше как независимые бейлики, не указывая, что они находились под контролем Сулеймана. Сенат поручил своим капитанам заключить с ними договоры или, в противном случае, напасть на их территорию. Кроме того, недавно была обнаружена монета, отчеканенная Джунейдом в 812 году (16 мая 1409 — 5 мая 1410). В надписи на монете как своего повелителя Джунейд упоминает уже Мехмеда. .
Анонимная османская хроника «Дела султана Мехмеда» (Aḥvāl-i Sulṭān Meḥemmed) сообщает, что после поражения от Мусы в битве при Инджегизе зимой 1411/1412 годов Мехмед был вынужден выступить против Джунейда, поскольку тот захватил провинцию Айдын и осадил Аясолук, чей губернатор, очевидно, был предан Мехмеду. Летописец пишет, что Мехмед восстановил свою власть в провинции, и что Джунейд был осаждён в «цитадели Смирны». В этой части рассказ сомнителен, так как Тамерлан разрушил цитадель Смирны. По словам Кастритсиса, это, возможно, было ошибочным указанием на цитадель Аясолука. В конце концов Джунейд был вынужден сдаться Мехмеду, который позволил ему сохранить свои территории, но потребовал, чтобы чеканка монет и пятничная молитва, хутба — традиционные атрибуты суверенитета в исламском мире — отныне исполнялись от его имени.

### Во время правления Мехмеда (1413—1421)
В июле 1413 года Мехмед победил Мусу в битве при Чамурлу и укрепил свой контроль над Румелией. Он стал единственным и бесспорным османским султаном. Но вскоре ему пришлось вернуться в Анатолию из-за очередного выступления беев. В отсутствие Мехмеда Мехмет-бей Караманид захватил Бурсу, мотивируя нападение местью за отца (казнённого Баязидом), а Джунейд расширил свои земли за счёт соседних бейликов.
По словам Дуки, Баязид-паша, визирь Мехмеда и бейлербей Анатолии, отправил Джунейду послание, приказав отдать захваченные земли, а дочь Джунейда Баязид-паша требовал в жёны. На этих условиях Баязид-паша соглашался оставить Джунейду его первоначальные земли. Когда Джунейд получил это послание, в своей «высокомерии и чрезмерной гордости», он отдал дочь, которую просил себе Баязид-паша, в жёны рабу, албанскому новообращённому, по имени Абдаллах, и приказал посланнику Баязида-паши передать своему хозяину оскорбительный ответ: «мы взяли зятем албанца, такого же выкупленного раба, как он сам, обладающего таким же могущественным властелином, как он сам, более молодого, чем он сам, и более мудрого, чем он сам».
Мехмед направил  на подавление беев из Румелии в Анатолию Баязида-пашу с войском. Одержав сначала победу над Мехметом-беем Караманидом и освободив Бурсу, Баязид-паша направился на юг, чтобы разобраться с Джунейдом, который укрепил свои крепости и ждал прибытия османской армии в Аясолуке. Мать, дети и брат Джунейда остались в его столице, Смирне, которую он подготовил для долгой осады. Во время своего марша на юг Баязид-паша напал на крепости Кимай, Каяджик и Нимфей. В последней гарнизоном командовал зять Джунейда, бывший раб Абдаллах. Баязид приказал его кастрировать, отомстив Джунейду за оскорбление. У Смирны Баязид встретил прибывшего из Румелии султана. По прибытии Мехмеда к нему явились многие окрестные правители: губернаторы Старой и Новой Фокеи, Гермияна и Верхней Фригии, Ментеше, Карии, лорды Лесбоса и Хиоса и великий магистр госпитальеров Фульк де Вилларет, прибывший по морю. Они предложили свою помощь против Джунейда, как писал Дука, двум причинам: первой была «доброта и мягкий характер Мехмеда и его большая военная сила», а второй — «хитрость и жадность» Джунейда.
После десятидневной осады Смирны с суши и моря мать, жена и дети Джунейда сдались на милость Мехмеда. Мать Джунейда непрерывно молила за сына, пока Мехмед не согласился помиловать его, и лишь затем к султану явился Джунейд. По словам Дуки, Мехмед отправил Джунейда в Румелию, как санджакбея приграничной провинции Нигболу (Никопол) в Болгарии, передав провинцию Айдын сыну болгарского царя Ивана Шишмана, Александру, принявшему ислам и состоявшему на османской службе. Санджак Нигболу состоял из земель уничтоженного Трновского царства. Джунейда и Александра просто поменяли местами. Многие местные правители были в это время лишены наследственных владений и переселены. По словам османского историка Нешри, «переехали Измироглу, Ментешоглу, Караманоглу и окружающие беи». Произошло это примерно в 1414/1415 году.

### Первое восстание Мустафы
Вскоре после этого в Валахии появился Мустафа, возможно, ещё один настоящий сын Баязида I, взятый в плен при Анкаре, но освобождённый потом Тамерланом. Учитывая близость Никопола к Валахии и не доверяя лояльности Джунейда, Мехмед послал двух доверенных слуг убить его, но Джунейд успел пересечь Дунай и присоединиться к Мустафе в Валахии за два дня до прибытия палачей. Османские источники называют Джунейда самым активным сторонником Мустафы и уделяют ему особое внимание, поскольку Мустафа назначил Джунейда своим визирем. С солдатами, предоставленными владыкой Валахии Мирчей I (1386—1418 гг.), Мустафа и Джунейд вошли во Фракию и попытались поднять мятеж среди местных османских войск. Потерпев в этом неудачу, они нашли убежище в Константинополе. Весной 1416 года они предприняли ещё одну попытку — отправились в византийский город Салоники и безуспешно попытались заручиться поддержкой удж-беев Македонии. Хотя в итоге мятежники захватили Серрес, но так и не смогли собрать достаточное количество сторонников, и осенью Мехмед победил их в бою. Мустафа и Джунейд бежали обратно в Салоники, где их взял под свою защиту местный губернатор Димитрий Ласкарис Леонтарис. Тогда Мехмед осадил город, сняв осаду лишь когда император Мануил II Палеолог согласился держать Мустафу и Джунейда в качестве пленников. Договор должен был оставаться в силе до тех пор, пока жив Мехмед, за это османский правитель обязался выплачивать Мануилу ежегодно 300 000 акче. Согласно Дуке, Мустафу отправили в заключение на остров Лемнос, а Джунейд был помещён в камеру монастыря Паммакаристос в Константинополе.

### Во время правления Мурада. Второе восстание Мустафы (1421—1422)
В 1421 году Мехмед I умер, и его сменил 17-летний сын Мурад II. По завещанию Мехмеда двух его младших сыновей Юсуфа и Махмуда надо было отправить византийскому императору в качестве заложников, но Баязид-паша, визирь Мехмеда, отказался передать принцев. В результате византийцы решили использовать Мустафу и Джунейда. Мятежники были выпущены на свободу, поскольку византийцы видели в этом возможность вернуть утраченные территории в северной Греции, на побережье Чёрного моря и в Галлиполи. 15 августа 1421 года, после того, как Мустафа принёс торжественные клятвы, что будет повиноваться императору, византийский флот под руководством Димитрия Леонтариса привёз их в Галлиполи. Войска Мустафы и Леонтариса высадились перед городом, где собрались османский гарнизон и местное ополчение. Люди Мурада «не смогли противостоять Джунейду, потому что этот человек был мужественным и более опытным в войне, чем любой тюрк своего времени», они были побеждены и вынуждены укрыться за городскими стенами. Мустафа обратился к гарнизону, убедил многих из них сдаться, и на следующее утро занял город Галлиполи. Оттуда он начал свой поход на Эдирне, а Леонтарис осадил цитадель Галлиполи, которая продолжала сопротивляться.
Многие из удж-беев Румелии, включая Турахана-бея, сыновей Эвреноса и семью Гюмлюоглу, присоединились на этот раз к Мустафе, поскольку Мехмед умер, а Мурад был ещё юн. Претендент быстро распространил свой контроль на большую частью Македонии, включая города Янницу и Серрес, и начал чеканить свои монеты. В ответ Мурад отправил Баязида-пашу с армией из Анатолии. Две армии встретились в Сазлыдере, недалеко от Эдирне. Мустафа выступил перед войском Баязида-паши и показал шрамы, якобы полученные им в битве при Анкаре. Солдаты стали массово переходить на его сторону, и Баязид-паша с братом сдался в плен. Мустафа пощадил его, но, как писал Дука, Джунейд потребовал отдать ему Баязида и собственноручно отрубил визирю голову. При этом он якобы произнёс, что отрезает голову взамен отрезанного у раба Абдуллаха. Брата Баязида-паши, Хамзу-бея, Джунейд «пожалел его из-за его юности». Мустафа вошёл в Эдирне с триумфом. Когда защитники цитадели Галлиполи узнали об этом, они тоже решили сдаться. Леонтарес хотел занять город как союзник Мустафы, но по словам Дуки, когда Леонтарис готовился войти в Галлиполи, прибыли Джунейд и Мустафа. Они сообщили, что их соглашение недействительно, поскольку они не могут позволить своему народу капитулировать перед неверными. Леонтарис пытался протестовать, но у него не осталось выбора, кроме как собрать своих людей и отправиться в Константинополь, в то время как Мустафа укрепился в цитадели, организовал свой флот и укрепил оборону гавани.
Обманутый Джунейдом, император Мануил отправил посланников Мураду. Он предложил султану перевезти османскую армии в Европу, но потребовал взамен, чтобы Мурад отдал Галлиполи и двух своих младших братьев в качестве заложников — подобно тому, как это делали Мехмед и Сулейман. Мурад отказался принять условия Мануила, но генуэзский губернатор Новой Фокеи, Джованни Адорно, предложил суда для переправки армии Мурада. Также он предоставлял 2000 солдат. Письмо к Мураду от Адорно было написало личным секретарём Адорно, историком Дукой. Мустафа был обеспокоен этой новостью, и Джунейд убедил его, что им нужно первыми переправиться в Анатолию до того, как Мурад успеет перевезти войска в Румелию. По словам Дуки, мотивы Джунейда были чисто личными. Он боялся, что Мустафа с каждым днём всё больше опускается и теряет шанс победить Мурада, поскольку стал проводить время в пиршествах и разврате. Джунейд не хотел, чтобы поражение, если они случится, настигло их в Европе, он боялся быть захваченным византийцами, после предательства в Галлиполи. Поэтому Джунейд стремился как можно скорее вернуться в Анатолию в своё собственное княжество.

Монета, отчеканенная в период правления Джунейда. На лицевой стороне в виде тугры надпись «Джунейд бин Ибрахим», на обороте — 825 (٨٢٥) год Хиджры (1422 год)

В следующем 1422 году Джунейд сопровождал Мустафу в Анатолию. По словам Дуки, их армия насчитывала столько людей, что потребовалось три дня для того, чтобы перебраться в Лампсак. Мурад прибыл со своими войсками из Бурсы. Его люди сломали мост через реку Нилюфер, блокируя продвижение Мустафы. Обе армии встретились в Лопадионе (Улуабат).
И опять Джунейд пошёл на предательство. Мурад II пообещал ему вернуть Айдын за то, чтобы он разорвал союз с Мустафой. Дука дал подробное описание того, как советники Мурада использовали для переговоров брата Джунейда, Хамзу, который был другом Мурада. Хамза по просьбе султана встретился с Джунейдом и убедил его покинуть союзника. Джунейду было обещано «отдать в наследственное владение Айдын при условии службы одного из его сыновей султану». Получив обещание султана, Джунейд тайно собрал своих самых близких друзей и членов семьи с семьюдесятью быстрыми лошадьми. Взяв только одежду и столько золота, серебра или других ценностей, сколько можно было унести, они покинули лагерь Мустафы вскоре после наступления темноты и направились к Смирне. По словам Дуки, «за одну ночь они преодолели двухдневный переход». Семья Джунейда прибыла в город на следующий вечер и была встречена жителями. Отступничество Джунейда было всего лишь одним из многих, организованных Мурадом и описанным историком-свидетелем Ашик-паша-заде. Мустафа был оставлен и румелийскими уджбеями и был вынужден бежать. Мурад преследовал его 15 января 1422 года на кораблях, предоставленных Адорно. Мустафа пытался скрыться и убежать в Валахию, но был узнан, схвачен и повешен в Эдирне.

### Конец бейлика (1422—1425)

Примерные границы и основные города бейлика.

После возвращения Джунейда в Смирну в 1422 году правивший в районе Аясолука Мустафа Айдыноглу (либо сын Умура II и внук Исы-бея, либо потомок четвёртого сына Мехмеда-бея, Сулеймана) собрал свои силы и выступил против него. Джунейд поспешно начал собирать свою армию. По словам Дуки, Джунейду чрезвычайно помогли жители этого района, которые были «очень воинственными и боевыми друзьями отца Джунейда». Через неделю у него был отряд из более чем двух тысяч человек (четыре тысячи). Оба войска столкнулись друг с другом в болотистом и лесистом месте под названием Мезавлион. В самом начале битвы Джунейд напал на Мустафу и убил его железной булавой. Потеряв командира, солдаты Мустафы признали своим правителем Джунейда. Власть Джунейда стала неоспоримой, и, быстро захватив свой бывший бейлик, он начинал собирать силы и даже чеканить монеты с надписью «Джунейд бин Ибрахим».
К 1424 году, разобравшись с проблемами в других регионах, Мурад начал действовать против Джунейда, намереваясь распространить свою власть до Смирны. По словам Дуки, султан отправил Джунейду письмо, требуя, чтобы Джунейд прислал к нему одного из своих сыновей в заложники, как было согласовано ещё в 1422 году в Лопадиуме. Джунейд не отправил сына, а ответил: «Делай, как хочешь, и оставь исход Богу». Хотя Мурад был занят на Балканах, он назначил Халила Яхши, греческого ренегата, своим командующим в Анатолии. Халил Яхши был зятем Баязида-паши, казнённого по настоянию Джунейда. Армии Баязида-паши и Джунейда встретились на равнине Ахисара. Самый младший сын Джунейда, Курд, возглавил полк, стоявший напротив османских построений. Халил Яхши скомандовал ложное отступление, Курд в погоне попал в окружение и был взят в плен. Его более осторожный отец остался позади и уцелел. Джунейд отступил, а Халил Яхши захватил Аясолук и Тире. Из земель Айдынидов Мурад II образовал санджак, а санджакбеем назначил Халила Яхши. Сына Джунейда, Курда, перевезли в Эдирне, а затем вместе с его дядей Хамзой заключили в тюрьму в Галлиполи. Но Джунейд оставался непокорённым и продолжал свои набеги. Во время одного из них погиб кто-то из близких Халила Яхши (согласно И. Меликофф, это была сестра Яхши, которую Джунейд захватил, а позже казнил, согласно А.Шимширгилу, это был брат Яхши, Синан-бей, погибший в бою). В конце концов Мурад отправил против Джунейда бейлербея Анатолии, Оруджа-пашу, который захватил Смирну, но Джунейд отступил к крепости Ипсили, на побережье Эгейского моря, напротив острова Самос.
Из Ипсили Джунейд направил посланников в Республику Венеция, ища помощи себе и сыну Мустафе, который сопровождал его, но не получил ответа. Между тем, Орудж-паша умер, и его сменил брат Баязида-паши, Хамза-бей, чью жизнь когда-то Джунейд пощадил. Хамза-бей осадил Ипсили. В 1425 году Джунейд отправился на корабле за помощью к Мехмету-бею Караманиду, но тот дал ему только 500 человек и деньги, не доверяя Джунейду по прошлому опыту и не желая лично участвовать в боях. Неожиданно подойдя по суше с солдатами ночью к осаждающим, Джунейд застал их врасплох и даже временно одержал победу, но на следующий день осаждающие перегруппировались и загнали Джунейда и его людей обратно в крепость. По словам Дуки, даже с воинами из Карамана силы Джунейда насчитывали всего 1000 человек, а армия Хамзы-бея была больше во много раз — у него было 50 000 человек. Ипсили был хорошо укреплён и недоступен с суши, но открыт с моря. Хамза-бей попросил помощи у генуэзцев из Хиоса, и три корабля под командованием некоего «Персиваса Паллавичини» прибыли, чтобы замкнуть кольцо осады с моря. Их прибытие деморализовало гарнизон, и на следующий день отряд из Карамана открыл ворота и покинул крепость. Оставшись без поддержки и опасаясь, что остальные его люди тоже уйдут, Джунейд связался с Халилом Яхши, который возглавлял осаду в отсутствие Хамзы-бея. Джунейд сдал крепость, получив обещание, что его жизнь будут охранять до суда Мурада. Согласно Дуке, Джунейду и его семье Халил Яхши предоставил им шатёр на ночь, но Хамза-бей узнал об этом. Он отправил четырёх человек в шатёр Джунейда, который «громко храпел, потому что он не спал прошлой ночью». Посланники Хамзы, якобы, голову Джунейда размозжили, а его брату, сыну и внукам — отрезали. Однако французский историк И. Меликофф высказала предположение, что заключённые были казнены по приказу не Хамзы-бея, которого Джунейд когда-то пощадил, а Халила Яхши, который мстил за свою сестру. Сообщение об этом оставил Мехмед Нешри. Он писал:
Измироглу вошёл в шатёр Хамзы-бея и увидел там своего сына. Яхши-бей вскочил со своего места, схватил Джунейда за воротник и потащил его в свой шатёр. Там он убил его сына перед его глазами: «Где моя сестра? Ты теперь тоже испытаешь горечь смерти!» С этими словами он отрезал голову Джунейда-бея и отомстил за кровь сестры.
Голову Джунейда доставили Мураду. Когда султан узнал о смерти Джунейда, то приказал казнить Курда и его дядю, Хамзу, которых держали заложниками в Галлиполи.

## Личность
Жизнь, полная авантюр, не оставила Джунейду времени на строительство или общение с учёными людьми, хотя есть предположения, что мечеть в Тире была построена во время его правления. От Джунейда осталось несколько записей о создании вакуфов и отчеканенные им монеты.
Дука писал о Джунейде: «храбрый человек, прославленный в войне», «он был мужественным и более опытным в войне, чем любой тюрк своего времени»; по словам историка, Джунейд «налетал на своих врагов как орёл на воробьёв», однако Дука отмечал «хитрость и жадность» Джунейда.
Историк Е. А. Черноусов называл Джунейда «изменявшим всем и каждому, лукавым и пронырливым». Османист И. Меликофф писала, что Джунейд был «известен своими интригами против османов». Согласно историку К. Жукову, «В османской истории Джунейд оставил о себе недобрую память. В средневековых хрониках Джунейд Измироглу характеризуется как ловкий и коварный враг османов, человек, стремящийся лишь к собственной выгоде».

## Комментарии
1. ↑  Мазарис пишет о некоем жителе Византии, ренегате Клавдиоте, которого называет «поросячьим субаши» , что по мнению Е. Захариаду созвучно «субаши Измира». Клавдиот в произведении упоминает о своём проживании на Лесбосе и имеет сына Айтина, перешедшего в ислам. Под именем Айтина может быть выведен Джунейд, правивший Айдыном[20].
2. ↑  Идентичность Кара-субаши в данный момент неясна: это был либо отец Джунейда, либо брат Джунейда Хасан-ага, который унаследовал титул своего отца[10].
3. ↑  Баязид-паша был албанец.
4. ↑  поселение Доганбей (Doğanbey), район Сеферихисар (Seferihisar).